# Floresta de transição
Floresta de transição ou contato são áreas de transição entre o cerrado e a floresta, apresentando características destas duas formações, com o estrato mais alto com cerca de 20 metros de altura. Essa tipologia subdivide-se em três composições:
- Contato Floresta Ombrólia/ Floresta Estacional Semidecidual
- Contato Savana/ Floresta Estacional Semidecidual
- Contato Savana/ Floresta Ombrólia